# نظام بولهيمز
إن نظام بولهيمز هو نظام لتحديد مستويات اللياقة البدنية واللياقة الذهنية يتم استخدامه بواسطة المملكة المتحدة القوات المسلحة البريطانية. وهذا النظام ثلاثي الخدمات، مما يعني أنه يستخدم من قبل الجيش البريطاني والبحرية الملكية وسلاح الجو الملكي. ويكمن الغرض من هذا النظام في تحديد مدى ملاءمة موظفيها للانتشار بالمناطق العسكرية. فهو لا يعد اختبارًا للياقة البدنية وحسب، بل هو اختبار لمدى الصلاحية للأغراض.
كما يستخدم نظام بولهيمز أو نسخ مختلفة منه بواسطة عدد من أعضاء الكومنولث البريطاني بما في ذلك سنغافورة وكندا وأستراليا ونيوزيلندا. وتستخدم الولايات المتحدة الأمريكية نظام يسمى ''PULHES. وفي الحياة المدنية، هناك نظام مماثل يسمى ''PULSES'' يتم استخدامه لتحديد مستويات الإعاقة؛ ويختلف عن نظام بولهيمز من حيث إنه يفحص أيضًا الجهاز الهضمي وهو الشيء الذي لا يُفحص في نظام بولهيمز.

## الاستعمال
بالنسبة لـ المجندين الجدد، يعد هذا النظام جزءًا من أول خطوة في القوات المسلحة، ولكن بالنسبة للمجندين المنتظمين، يعتبر الخضوع لفحوصات هذا النظام أحد متطلبات الاستمرار في الخدمة. وعلى الرغم من أن هذا النظام ينطبق على المجندين الجدد، إلا أنه لا يعتبر امتحان قبول في حد ذاته ولكنه يختبر الصفات التي تعتمد عليها الوحدة التي تجري الاختبارات.
يتم إجراء الفحص على المجندين وعلى العاملين في الخدمة العسكرية كل خمس سنوات بعد بلوغ سن ثلاثين عامًا؛ أما العاملون الذين بلغوا سن 50 عامًا، فيتم فحصهم كل عامين. ويجب فحص جميع اللواءات أيًا كانت صفتهم سنويًا. وعلاوة على ذلك، يخضع موظفو الخدمة تحت سن الثلاثين لنظام الفحص بولهيمز حتى يتمكنوا من حضور دورات معينة سواء مهنية أو ترويجية، وأيضًا إذا حدث تراجع لحالتهم الصحية. وكذلك، يتم إجراء الفحص بولهيمز قبل مغادرة القوات المسلحة، ويرجع ذلك بشكل جزئي إلى الاحتفاظ برجال الخدمة السابقين في الجيش الاحتياطي.
ويمكن أن يؤدي تطبيق نظام الفحص بولهيمز إلى تقليل درجة الحالة الصحية، إذا لم تصل لياقة الفرد للمستويات المطلوبة، سواء كان ذلك بسبب إصابة أو إهمال أو حمل أو تقدم السن. ويمكن أن يؤدي هذا التراجع إلى تقليل أجر المجند ومنعه من حضور الدورات، والتي بدورها يمكن أن تمنع ترقية المجند. وفي النهاية، قد يؤدي التخفيض الحاد الدائم لدرجة الحالة الصحية إلى التسريح من القوات المسلحة لأسباب طبية.

## التسمية بالحروف الأولى
بولهيمز هو اختصار للعوامل التي يهدف النظام إلى فحصها. وتشمل هذه العوامل:

P بنية الجسم.

U الأطراف العلوية.

L الأطراف السفلية (أو "الحركة؛ بما فيها الظهر).

H حاسة السمع (الأذن اليسرى).

H حاسة السمع (الأذن اليمنى).

E الإبصار بالعين اليسرى (مصحح / غير مصحح).

E الإبصار بالعين اليمنى (مصحح / غير مصحح).

M الوظائف العقلية.

S الثبات (الانفعالي).

## مجموع الدرجات
تحصل الصفات التي يتم فحصها باختبار بولهيمز على درجات تتراوح من 1 إلى 8 حيث تعني درجة 1 ممتاز بينما تعني درجة 8 غير صالح للخدمة. وعلى الرغم من أنه يمكن نظريًا أن تسجل جميع الصفات درجات من 1 إلى 8، فمن الناحية العملية يمكن أن تحصل حاستي السمع والإبصار فقط على درجة 1. وعلى الرغم من وجود اشتراطات لوصول الرجال الملتحقين بالخدمة لدرجة P1 في المقياس الصحي، فقد تكون الفحوصات المطلوبة مستحيلة وفق تحديدات نظام بولهيمز.
ولا تعد مقاييس الثبات النفسي والعقلي فحوصات نفسية شاملة. ويعد الاختبار السابق اختبارًا للقدرة على التفكير المتسق أثناء العمليات، بينما يعد الاختبار الأخير قياسًا لمستوى تحمل الجندي للضغط.

### حالة فحص بولهيمز للعمل (PES) / الحالة الطبية الخاصة بالعمل (MES)
بمجرد خضوع الشخص العامل في الخدمة العسكرية للفحص، فإنه يحصل على درجة. وفي السلاح الجوي الملكي، تكون النتيجة "MES" والتي يقصد بها «حالة العمل الطبية.» وفي الفروع الأخرى، تكون النتيجة PES والتي يقصد بها «حالة عمل فحص بولهيمز». ويستخدم نظام منح الدرجات هذا لتحديد «إذا ما كان الجندي قادرًا على خوض عمليات قتالية كاملة (في أي منطقة) في أي جزء من العالم» أو إذا ما كان يجب أن يظلوا بعيدًا عن جبهة القتال، أو داخل مناطق جغرافية محددة. وفي بعض الأحيان، يتم استخدامه لتحديد ما إذا كان غير صالح لجميع المهام. ويتراوح نظام منح الدرجات PES من P2 وتعني ممتاز وحتى P7 وتعني ضعيف جدًا وبينما تعني P8 غير مناسب للمهام. ويحدد نظام منح الدرجات MES مدى ملاءمة العاملين للعمل في المهام الجوية والأرضية وفي الأجواء المختلفة. وهكذا يحصل الجندي الملتحق بالخدمة في القوات الجوية الملكية على درجة A1G1Z1 بدلاً من P2. وعلى العكس لا تفرق القوات البحرية الملكية التي تشمل مشاة البحرية الملكية بين المهام بالبحر أو على اليابسة.

## معلومات تاريخية
تعود تواريخ نظام بولهيمز إلىالحرب العالمية الثانية على الرغم من أنه قبل عام 1983 كان نظام بولهيمز بحرف H واحد. وكان هذا النظام بديلاً لنظام أسهل وأبسط يعود تاريخه إلى ما قبل الحرب العالمية الأولى وفيه كان يتم تصنيف الجنود من A1 إلى D3 في أربع مجموعات تحتوي على ثلاث درجات.